# 南錫第二大學
南錫第二大學（Université Nancy 2）是曾位於法國南錫的一所大學，是南錫大學的成員之一。2012年併入洛林大學。